# Landtagswahlkreis Viersen II
Der Landtagswahlkreis Viersen II ist ein Landtagswahlkreis in Nordrhein-Westfalen. Er umfasst die Gemeinden Brüggen, Grefrath, Kempen, Nettetal und Niederkrüchten im Kreis Viersen. In seiner ursprünglichen, seit 1980 bestehenden Abgrenzung gehörte auch die Gemeinde Tönisvorst dazu, diese wurde zur Wahl 2017 dem Wahlkreis Krefeld I – Viersen III zugeordnet. Bereits zur Landtagswahl 2000 gab Tönisvorst einen Teil an den Wahlkreis Viersen I ab, dies wurde zur Wahl 2005 jedoch rückgängig gemacht.

## Landtagswahl 2022
Wahlberechtigt zur Landtagswahl 2022 waren 93.254 Einwohner des Wahlkreises. Die Wahlbeteiligung lag bei 57,6 %.
| Direktkandidat    | Erststimmen in % | Partei | Zweitstimmen in % |
| ----------------- | ---------------- | ------ | ----------------- |
| Marcus Optendrenk | 44,5             | CDU    | 43,0              |
| Tanja Jansen      | 23,4             | SPD    | 22,2              |
| Manuel Britsch    | 15,3             | GRÜNE  | 16,2              |
| Dietmar Brockes   | 7,3              | FDP    | 7,1               |
| Peter Müller      | 4,6              | AfD    | 4,4               |
| Jana van Helden   | 1,5              | LINKE  | 1,3               |
| –                 | 3,6              | Übrige | 5,8               |

## Landtagswahl 2017
Wahlberechtigt zur Landtagswahl 2017 waren 93.761 Einwohner des Wahlkreises. Die Wahlbeteiligung lag bei 67,3 %.
| Direktkandidat    | Erststimmen in % | Partei       | Zweitstimmen in % |
| ----------------- | ---------------- | ------------ | ----------------- |
| Tanja Jansen      | 28,8             | SPD          | 27,1              |
| Marcus Optendrenk | 45,8             | CDU          | 38,9              |
| Rene Heesen       | 5,0              | GRÜNE        | 5,1               |
| Dietmar Brockes   | 11,0             | FDP          | 16,0              |
| Tobias Leppkes    | 1,4              | PIRATEN      | 0,8               |
| Günter Solecki    | 3,4              | LINKE        | 3,4               |
| Axel Bähren       | 4,6              | FREIE WÄHLER | 5,8               |
| –                 |                  | Übrige       | 2,8               |

Neben dem Wahlkreissieger Marcus Optendrenk, der den Wahlkreis zum zweiten Mal in Folge für sich entscheiden konnte, zog auch der FDP-Direktkandidat Dietmar Brockes, der dem Landtag seit 2000 angehört, über seinen Landeslistenplatz acht in den Landtag ein.

## Landtagswahl 2012
Wahlberechtigt zur Landtagswahl 2012 waren 117.164 Einwohner des Wahlkreises. Die Wahlbeteiligung lag bei 62,3 %.
| Direktkandidat     | Erststimmen in % | Partei       | Zweitstimmen in % |
| ------------------ | ---------------- | ------------ | ----------------- |
| Marcus Optendrenk  | 38,6             | CDU          | 31,0              |
| Uwe Leuchtenberg   | 36,6             | SPD          | 34,0              |
| Christoph Szallies | 7,9              | GRÜNE        | 10,1              |
| Sebastian Lambertz | 7,8              | PIRATEN      | 7,9               |
| Dietmar Brockes    | 6,4              | FDP          | 11,1              |
| Günter Solecki     | 2,0              | LINKE        | 1,8               |
| Georg Alsdorf      | 0,7              | FREIE WÄHLER | 0,5               |

## Landtagswahl 2010
Wahlberechtigt zur Landtagswahl 2010 waren 117.377 Einwohner des Wahlkreises. Die Wahlbeteiligung lag bei 60,8 %.
| Direktkandidat      | Erststimmen in % | Partei | Zweitstimmen in % |
| ------------------- | ---------------- | ------ | ----------------- |
| Christian Weisbrich | 45,3             | CDU    | 40,4              |
| Uwe Leuchtenberg    | 32,5             | SPD    | 28,0              |
| René Bongartz       | 9,4              | GRÜNE  | 11,3              |
| Dietmar Brockes     | 7,7              | FDP    | 9,8               |
| Günter Solecki      | 5,1              | LINKE  | 4,8               |

## Landtagswahl 2005
Wahlberechtigt zur Landtagswahl 2005 waren 116.081 Einwohner des Wahlkreises. Die Wahlbeteiligung lag bei 64,8 %.
| Direktkandidat      | Partei        | Stimmen in % |
| ------------------- | ------------- | ------------ |
| Uwe Leuchtenberg    | SPD           | 30,0         |
| Christian Weisbrich | CDU           | 50,7         |
| Dietmar Brockes     | FDP           | 9,2          |
| Michael Rumphorst   | GRÜNE         | 5,4          |
| Thomas Bendt        | REP           | 0,7          |
| Jörg Wincierz       | UNABH. BÜRGER | 1,1          |
| Lothar Franz        | PBC           | 0,2          |
| Daniel Klüßendorf   | NPD           | 0,8          |
| Joachim Steinmann   | WASG          | 1,7          |
| Günther Klein       | Offensive D   | 0,1          |